# Козенко, Максим Максимович
Максим Максимович Козенко (укр. Макси́м Макси́мович Козе́нко; 1905, с. Червоногригоровка, Екатеринославский уезд, Екатеринославская губерния, Российская империя — ?) — советский партийный и государственный деятель, председатель Станиславского облисполкома (1939—1945).

## Биография
Родился в крестьянской семье. Трудовую деятельность начал чернорабочим на марганцевых шахтах города Никополя. С 1923 года работал забойщиком шахты в Никополе. В 1923 году вступил в комсомол. В 1924—1925 годах — секретарь комсомольской ячейки шахты.
Член ВКП(б) с 1926 года.
Служил в Красной армии, окончил военную школу. После демобилизации находился на руководящей комсомольской работе.
В 1936—1937 годах — инструктор Николаевского городского комитета КП(б) Украины. В 1937—1939 годах — первый секретарь Покровского районного комитета КП(б) Украины (Днепропетровская область).
В 1939 году — заместитель председателя исполнительного комитета Днепропетровского областного Совета. Постановлением Политического бюро ЦК КП(б) Украины № 860-оп освобождён от занимаемой должности и в ноябре того же года был назначен председателем исполнительного комитета Станиславского областного Совета. 
Избран депутатом Народного Собрания Западной Украины
4 декабря 1939 года образована Станиславская область (Указ Президиума Верховного совета СССР от 4 декабря 1939 года).
С началом Великой Отечественной войны в связи с ухудшившейся обстановкой на фронте с 30 июня войска Юго-Западного фронта отводились на линию укреплённых районов, находившихся на госгранице до сентября 1939 года. Войска 12-й армии покидали территорию Станиславской области. Областное руководство занималось эвакуацией документов, работников и членов их семей.
2 июля 1941 года областной центр был оккупирован.
В 1941—1943 годах — начальник Оперативной группы при Военном Совете 37-й армии (37-я армия сформирована 10.08.1941) Юго-Западного фронта.
В 1943—1944 годах — уполномоченный ЦК КП(б) Украины при партизанском соединении имени В.И. Ленина (Западная Украина).
В 1945 году освобождён от должности председателя исполнительного комитета Станиславского областного Совета. В 1945—1948 годах — первый секретарь Балтского районного комитета КП(б) Украины (Одесская область). В 1948—1950 годах — директор Бендерского плодопитомника. В 1950-х годах — мастер бетонно-растворного узла треста «Сахстрой» (Одесская область).

## Награды и звания
Награжден орденами Трудового Красного Знамени (1948) и «Знак Почета» (1939).